# Coburger Designtage

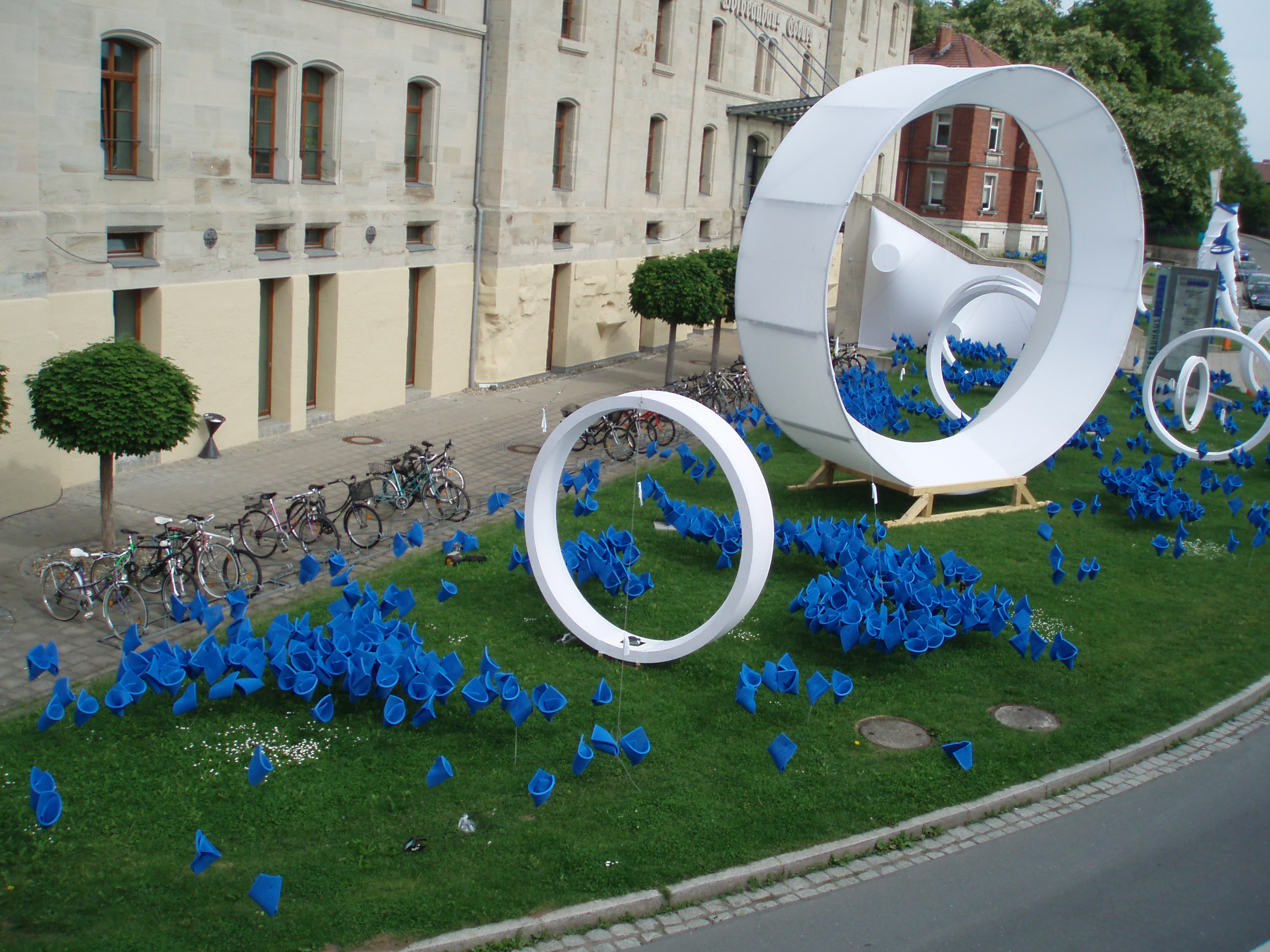
Installation vor dem Coburger Hofbrauhaus an den Coburger Designtagen 2009

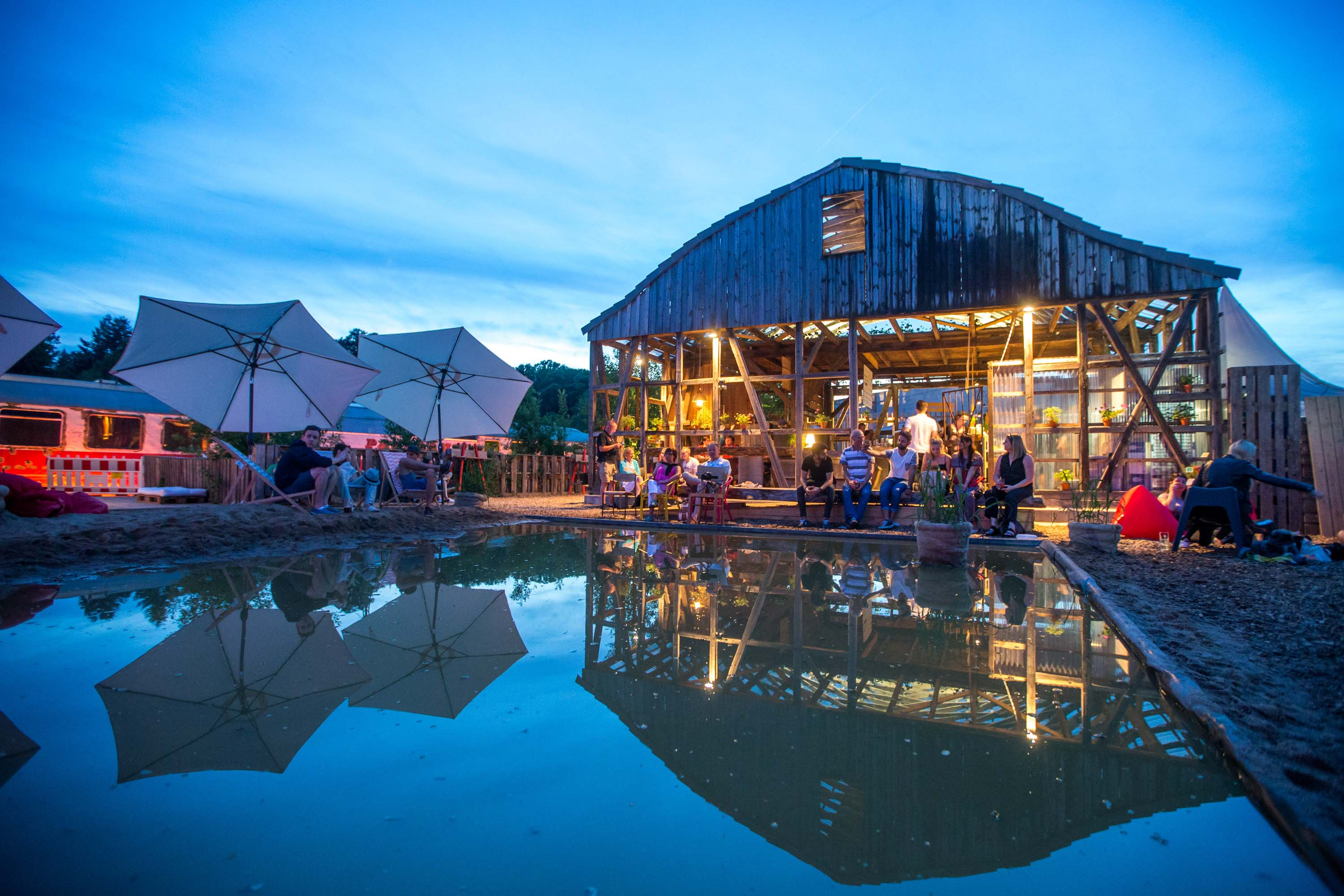
Außenbereich am Güterbahnhof während der 29. Coburger Designtage

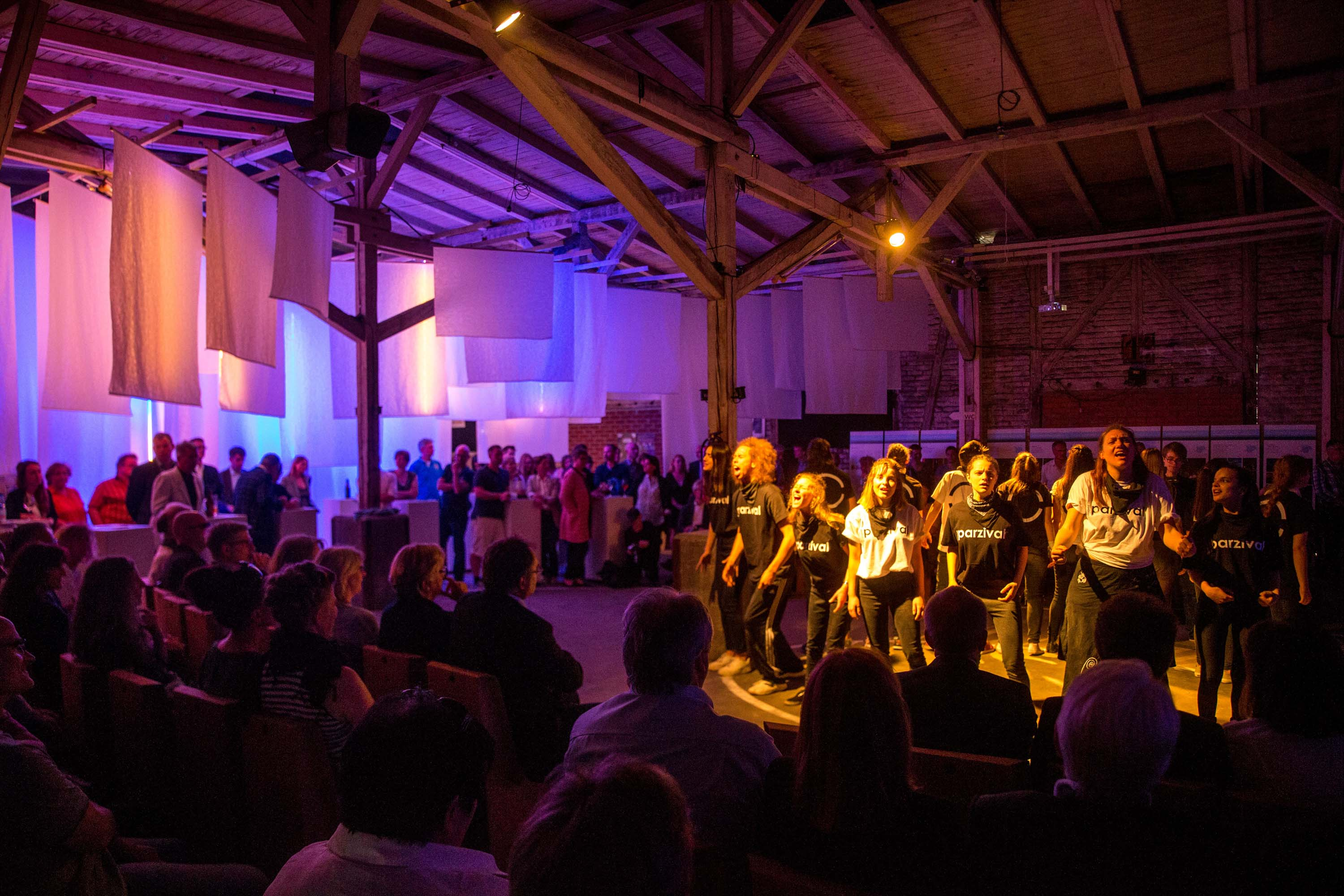
Eröffnungsveranstaltung der 29. Coburger Designtage

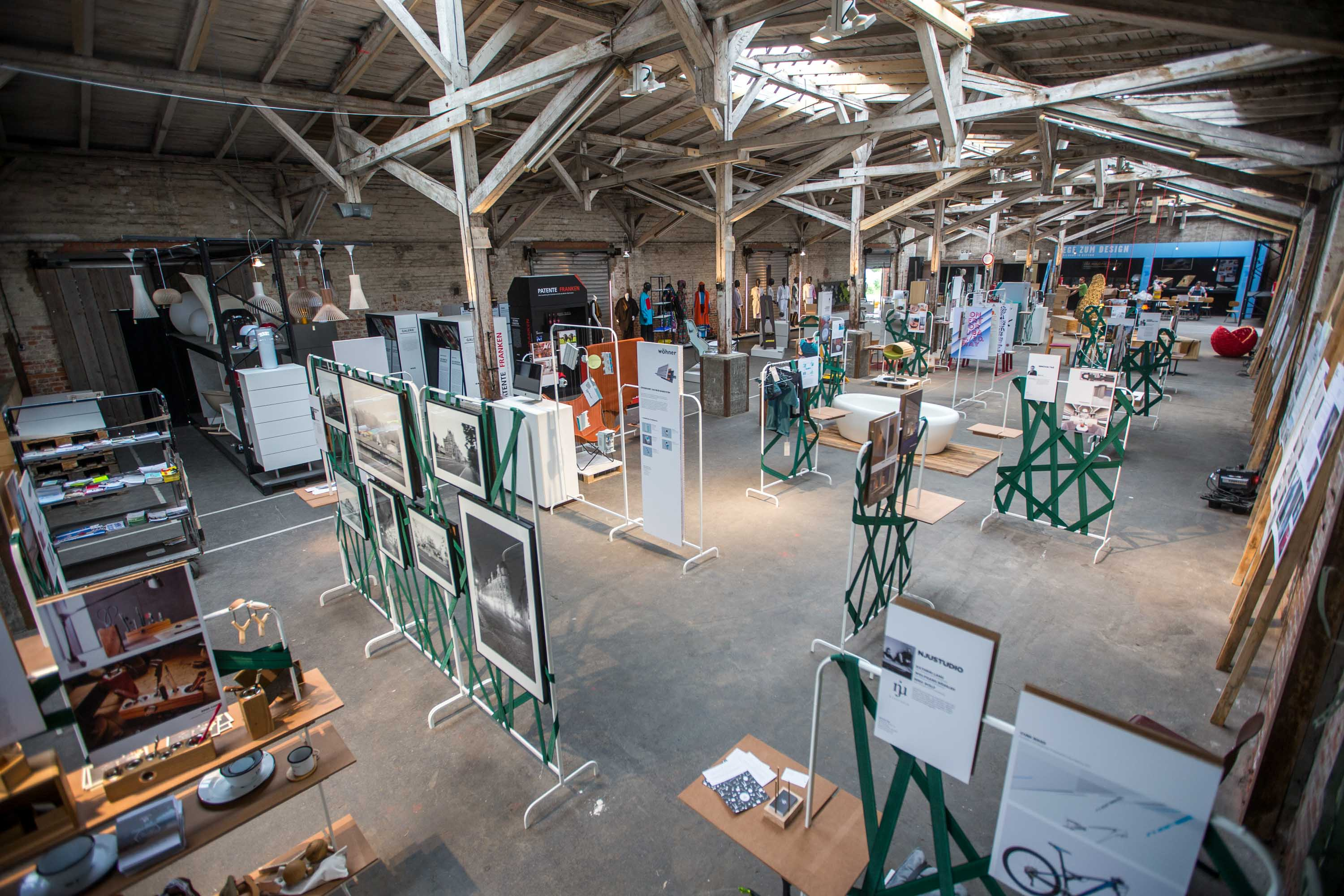
Ausstellung in der großen Pakethalle an den 29. Coburger Designtagen

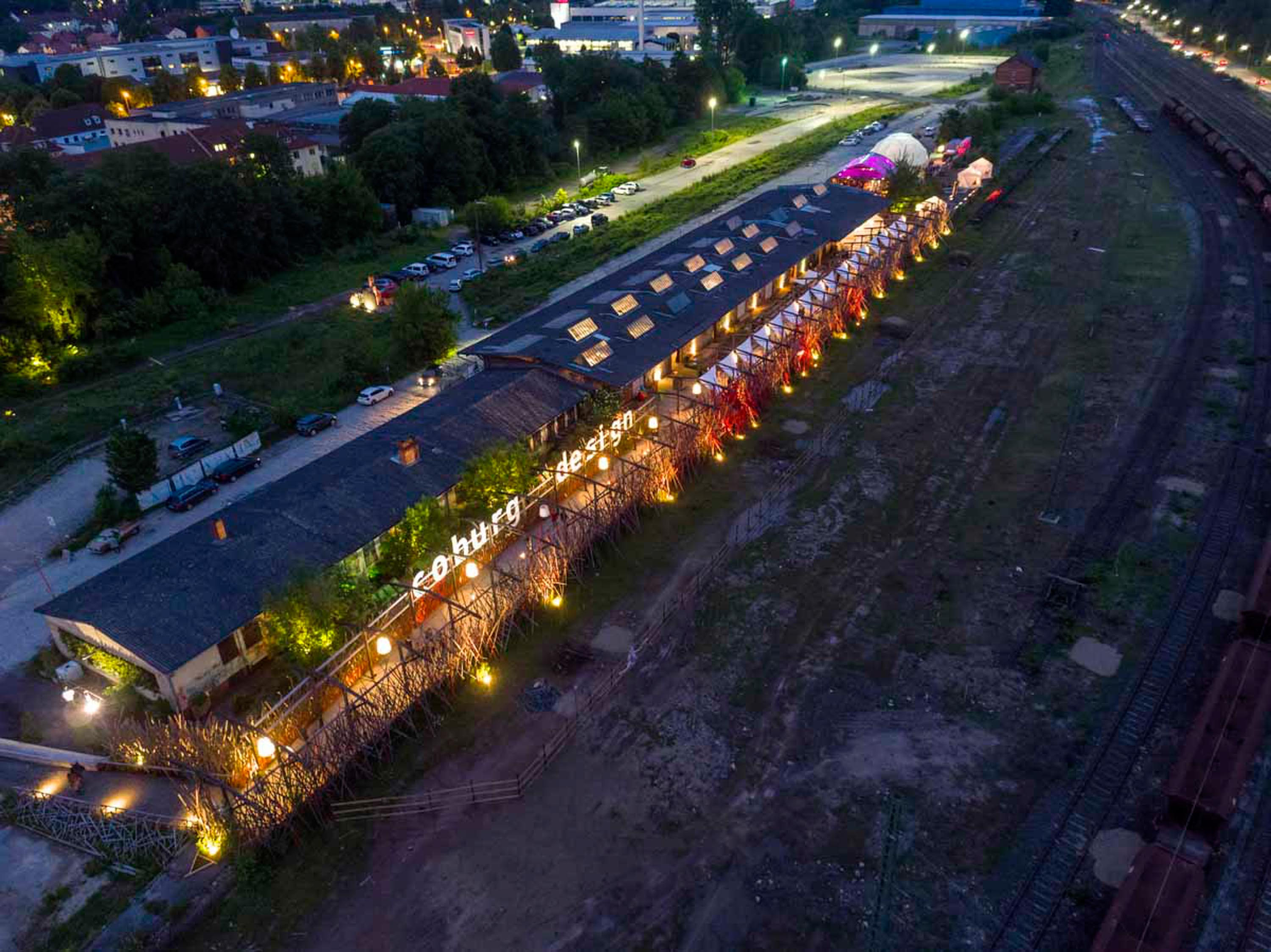
Beleuchteter Güterbahnhof während der Designtage

Die Coburger Designtage sind eine fünftägige Veranstaltungs- und Ausstellungsreihe zum Thema Design. Die Coburger Designtage werden seit 1989 jährlich in der oberfränkischen Stadt Coburg abgehalten. Im Jahr 2023 wurde erstmals für die ehemalige Porzellanfabrik Griesbach in Coburg-Cortendorf genutzt.

## Geschichte
Nachdem im Freistaat Bayern die Designförderung politisch beschlossen war, wurde in Coburg zuerst die IHK zu Coburg initiativ. Zusammen mit dem Coburger Unternehmen Leuwico und den Professoren Auwi Stübbe und Egon Tempel der Fachhochschule Coburg, Studiengang Innenarchitektur, wurden Ideen für Veranstaltungen vor Ort entwickelt. Bei der ersten Realisierung der Coburger Designtage waren die IHK zu Coburg und die Fachhochschule Coburg die offiziellen Veranstalter. Heute ist das 2001 gegründete Coburger Designforum Oberfranken e.V. der alleinige Veranstalter.
Von 2000 bis 2013 wurden die Designtage im Coburger Hofbrauhaus, das von der Hochschule Coburg genutzt wird, sowie auf dem angrenzenden Freigelände des veranstaltet. Von 2014 bis 2019 fand die Veranstaltung in der ehemaligen Pakethalle des alten Güterbahnhofs und dem angeschlossenen Freigelände statt. Im Jahr 2020 musste die Veranstaltung wegen der COVID-19-Pandemie abgesagt werden, 2021 erfolgte sie Online und 2022 war das Parkhaus Mauer der Hauptveranstaltungsort.